# پیر پاول امیل روکس
پیر پاول امیل روکس (به فرانسوی: Pierre Paul Émile Roux) (زاده ۱۷ دسامبر ۱۸۵۳، کونفولانس، شارنت - درگذشته ۳ نوامبر ۱۹۳۳، پاریس) پزشک، باکتری شناس و ایمنی شناس فرانسوی بود. روکس از نزدیکترین همکاران لوئی پاستور، بنیانگذار انستیتو پاستور و مسئول تولید سرم ضد دیفتری، اولین درمان موثر برای این بیماری بود.